# Game Changer (album Golden Child)
Game Changer – drugi album studyjny południowokoreańskiej grupy Golden Child, wydany 2 sierpnia 2021 roku przez wytwórnię Woollim Entertainment. Ukazał się w dwóch wersjach (zwykłej i limitowanej). Płytę promował singel „Ra Pam Pam”. Sprzedał się w nakładzie 148 177 egzemplarzy w Korei Południowej (stan na sierpień 2021 r.).
Album został poszerzony o dwa nowe utwory i wydany ponownie 5 października 2021 roku pod nowym tytułem DDARA. Płytę promował singel o tym samym tytule. Sprzedał się w nakładzie 42 432 egzemplarzy w Korei Południowej (stan na listopad 2021 r.).

## Lista utworów

### Game Changer
| CD  | CD                                                                                                  | CD                                                                      | CD                                                            | CD                                         | CD      |
| Nr  | Tytuł utworu                                                                                        | Tekst                                                                   | Kompozycja                                                    | Aranżacja                                  | Długość |
| --- | --------------------------------------------------------------------------------------------------- | ----------------------------------------------------------------------- | ------------------------------------------------------------- | ------------------------------------------ | ------- |
| 1.  | „Game Changer”                                                                                      |                                                                         | Stardust                                                      | Stardust                                   | 1:35    |
| 2.  | „Ra Pam Pam”                                                                                        | Danke, Stardust, Jang-jun, TAG                                          | Stardust                                                      | Stardust                                   | 3:31    |
| 3.  | „Bottom Of The Ocean”                                                                               | SQVARE                                                                  | Darren Ellis Smith, SQVARE, Evan Haymond                      | Darren “Baby Dee Beats” Smith              | 3:18    |
| 4.  | „Ppangppale” (jap. 빵빠레, ang. Fanfare)                                                            | SCORE (13), Megatone (13), Onestar (MONOTREE), Luke (13), Jang-jun, TAG | SCORE (13), Megatone (13), Onestar (MONOTREE)                 | SCORE (13), Megatone (13)                  | 3:03    |
| 5.  | „Singing In The Rain” (Joo Chan & Bo Min)                                                           | JSKY                                                                    | JSKY, MELO MADE                                               | JSKY, MELO MADE                            | 3:02    |
| 6.  | „GAME” (TAG & Ji Beom)                                                                              | MosPick, TAG                                                            | MosPick                                                       | MosPick                                    | 3:20    |
| 7.  | „Spell (Jumun-eul geol-eo)” (jap. Spell (주문을 걸어))                                              | Jinli (Full8loom), Jang-jun, TAG                                        | Glory Face (Full8loom), Jinli (Full8loom), Jake K (ARTiffect) | Glory Face (Full8loom), Jake K (ARTiffect) | 3:24    |
| 8.  | „Changbakk-eulo uliga heulleo” (jap. 창밖으로 우리가 흘러, ang. Out The Window) (Dae Yeol Solo)     | KZ, Kim Tae-young                                                       | KZ, Kim Tae-young                                             | KZ, Kim Tae-young                          | 3:17    |
| 9.  | „POPPIN'” (Y & Jang-jun)                                                                            | Siyeong, iHwak, Jang-jun                                                | STAINBOYS, Siyeong, iHwak                                     | STAINBOYS                                  | 3:29    |
| 10. | „Neukkimjeog-in neukkim” (kor. 느낌적인 느낌, ang. That Feeling) (Seung Min & Dong Hyun & Jae Hyun) | Fuxxy, Any Masingga, VINCENZO                                           | Fuxxy, Any Masingga, VINCENZO                                 | Fuxxy, Any Masingga                        | 4:06    |
| 11. | „An al-ayo” (kor. 난 알아요, ang. I Know)                                                           | Im Soo-ho, Ungkim, Limgo                                                | Im Soo-ho, Ungkim                                             | Im Soo-ho, Ungkim                          | 3:14    |

### DDARA
| CD  | CD                                                                                                  | CD                                                                      | CD                                                            | CD                                                | CD      |
| Nr  | Tytuł utworu                                                                                        | Tekst                                                                   | Kompozycja                                                    | Aranżacja                                         | Długość |
| --- | --------------------------------------------------------------------------------------------------- | ----------------------------------------------------------------------- | ------------------------------------------------------------- | ------------------------------------------------- | ------- |
| 1.  | „Game Changer”                                                                                      |                                                                         | Stardust                                                      | Stardust                                          | 1:35    |
| 2.  | „Ra Pam Pam”                                                                                        | Danke, Stardust, Jang-jun, TAG                                          | Stardust                                                      | Stardust                                          | 3:31    |
| 3.  | „DDARA”                                                                                             | BLSSD, Jang-jun, TAG                                                    | BLSSD                                                         | BLSSD                                             | 3:45    |
| 4.  | „Oasis”                                                                                             | TAG                                                                     | TAG, Kim Chang-rak, Chae Kang-hae, Choi Jae-young             | Kim Chang-rak, TAG, Chae Kang-hae, Choi Jae-young | 3:11    |
| 5.  | „Bottom Of The Ocean”                                                                               | SQVARE                                                                  | Darren Ellis Smith, SQVARE, Evan Haymond                      | Darren “Baby Dee Beats” Smith                     | 3:18    |
| 6.  | „Ppangppale” (jap. 빵빠레, ang. Fanfare)                                                            | SCORE (13), Megatone (13), Onestar (MONOTREE), Luke (13), Jang-jun, TAG | SCORE (13), Megatone (13), Onestar (MONOTREE)                 | SCORE (13), Megatone (13)                         | 3:03    |
| 7.  | „Singing In The Rain” (Joo Chan & Bo Min)                                                           | JSKY                                                                    | JSKY, MELO MADE                                               | JSKY, MELO MADE                                   | 3:02    |
| 8.  | „GAME” (TAG & Ji Beom)                                                                              | MosPick, TAG                                                            | MosPick                                                       | MosPick                                           | 3:20    |
| 9.  | „Spell (Jumun-eul geol-eo)” (jap. Spell (주문을 걸어))                                              | Jinli (Full8loom), Jang-jun, TAG                                        | Glory Face (Full8loom), Jinli (Full8loom), Jake K (ARTiffect) | Glory Face (Full8loom), Jake K (ARTiffect)        | 3:24    |
| 10. | „Changbakk-eulo uliga heulleo” (jap. 창밖으로 우리가 흘러, ang. Out The Window) (Dae Yeol Solo)     | KZ, Kim Tae-young                                                       | KZ, Kim Tae-young                                             | KZ, Kim Tae-young                                 | 3:17    |
| 11. | „POPPIN'” (Y & Jang-jun)                                                                            | Siyeong, iHwak, Jang-jun                                                | STAINBOYS, Siyeong, iHwak                                     | STAINBOYS                                         | 3:29    |
| 12. | „Neukkimjeog-in neukkim” (kor. 느낌적인 느낌, ang. That Feeling) (Seung Min & Dong Hyun & Jae Hyun) | Fuxxy, Any Masingga, VINCENZO                                           | Fuxxy, Any Masingga, VINCENZO                                 | Fuxxy, Any Masingga                               | 4:06    |
| 13. | „An al-ayo” (kor. 난 알아요, ang. I Know)                                                           | Im Soo-ho, Ungkim, Limgo                                                | Im Soo-ho, Ungkim                                             | Im Soo-ho, Ungkim                                 | 3:14    |
|     | |                                                                         |                                                               |                                                   | 42:15   |

## Notowania

### Game Changer
| Lista                     | Pozycja |
| ------------------------- | ------- |
| Gaon Weekly Album Chart   | 2       |
| Five Music (Tajwan)       | 4       |
| Oricon Weekly Album Chart | 30      |

### DDARA
| Lista                   | Pozycja |
| ----------------------- | ------- |
| Gaon Weekly Album Chart | 12      |
| Five Music (Tajwan)     | 8       |